# Lama Dampa Sönam Gyaltsen
Ne doit pas être confondu avec Sonam Gyaltsen.
 (juillet 2020).
Si vous disposez d'ouvrages ou d'articles de référence ou si vous connaissez des sites web de qualité traitant du thème abordé ici, merci de compléter l'article en donnant les références utiles à sa vérifiabilité et en les liant à la section « Notes et références ».
Lama Dampa Sönam Gyaltsen (tibétain : བླ་མ་དམ་པ་བསོད་ནམས་རྒྱལ་མཚན, Wylie : bla ma dam pa bsod nams rgyal mtshan, THL : Lama Dampa Sönam Gyaltsen, né en 1312 et décédé en 1375, a le titre de Sakya Trizin, chef de l'ordre religieux des sakyapa issus du clan Khön, et dirigeant religieux du Tibet sous la dynastie Yuan, de 1344 à 1347.
İl compose le Clair miroir des généalogies royales (tibétain : རྒྱལ་རབས་གསལ་བའི་མེ་ལོང་, Wylie : rgyal rabs gsal ba'i me long) vers 1368, un ouvrage en 18 chapitres qui traite de l’histoire du Tibet, de la création de l’univers à la dynastie des rois de l’époque.